# Karlsruher Sport-Club Mühlburg-Phönix 2002-2003
Questa voce raccoglie le informazioni riguardanti il Karlsruher Sport-Club Mühlburg-Phönix nelle competizioni ufficiali della stagione 2002-2003.

## Stagione
Nella stagione 2002-2003 il Karlsruhe, allenato da Stefan Kuntz, Marco Pezzaiuoli e Lorenz-Günther Köstner, concluse il campionato di 2. Bundesliga al 13º posto. In Coppa di Germania il Karlsruhe fu eliminato al primo turno dal Kickers Offenbach.

## Rosa
| N. |                     | Ruolo | Calciatore        |
| -- | ------------------- | ----- | ----------------- |
| 1  | Germania (bandiera) | P     | Thomas Walter     |
| 2  | Germania (bandiera) | C     | Bernhard Trares   |
| 3  | Germania (bandiera) | D     | Marco Grimm       |
| 4  | Svizzera (bandiera) | D     | Mario Eggimann    |
| 5  | Germania (bandiera) | D     | Torsten Kracht    |
| 6  | Germania (bandiera) | C     | Christian Hassa   |
| 7  | Polonia (bandiera)  | D     | Witold Wawrzyczek |
| 8  | Germania (bandiera) | C     | Stefan Ertl       |
| 9  | Germania (bandiera) | A     | Bruno Labbadia    |
| 10 | Francia (bandiera)  | C     | Charles Haffner   |
| 11 | Germania (bandiera) | A     | Danny Fuchs       |
| 12 | Turchia (bandiera)  | A     | Aydin Çetin       |
| 13 | Germania (bandiera) | A     | Moritz Hoeft      |
| 14 | Germania (bandiera) | D     | Jens Boehnke      |
| 15 | Germania (bandiera) | C     | Daniel Graf       |

| N. |                        | Ruolo | Calciatore         |
| -- | ---------------------- | ----- | ------------------ |
| 17 | Marocco (bandiera)     | C     | Abderrahim Ouakili |
| 18 | Nigeria (bandiera)     | D     | Gabriel Melkam     |
| 20 | Germania (bandiera)    | C     | Marco Engelhardt   |
| 21 | Germania (bandiera)    | D     | Tilman Sieverling  |
| 22 | Germania (bandiera)    | P     | Bastian Becker     |
| 23 | Germania (bandiera)    | D     | Marcel Löbich      |
| 24 | Germania (bandiera)    | D     | Carsten Rothenbach |
| 25 | Paesi Bassi (bandiera) | D     | Thijs Waterink     |
| 26 | Stati Uniti (bandiera) | C     | Carlo Espinosa     |
| 27 | Germania (bandiera)    | P     | Martin Fischer     |
| 28 | Germania (bandiera)    | P     | Christian Adam     |
| 30 | Germania (bandiera)    | D     | Clemens Fritz      |
| 31 | Ghana (bandiera)       | C     | Nathaniel Lamptey  |
| 34 | Russia (bandiera)      | A     | Ivan Saenko        |
| 38 | Rep. Ceca (bandiera)   | C     | Patrik Ježek       |

## Organigramma societario
Area tecnica
- Allenatore: Lorenz-Günther Köstner
- Allenatore in seconda: Marco Pezzaiuoli
- Preparatore dei portieri: Peter Gadinger
- Preparatori atletici:

## Calciomercato

### Sessione estiva
| Acquisti | Acquisti          | Acquisti         | Acquisti |
| R.       | Nome              | da               | Modalità |
| -------- | ----------------- | ---------------- | -------- |
| D        | Mario Eggimann    | Aarau            |          |
| C        | Charles Haffner   | Elversberg       |          |
| C        | Christian Hassa   | Greuther Fürth   |          |
| A        | Ivan Saenko       | Fakel Voronež    |          |
| C        | Bernhard Trares   | Waldhof Mannheim |          |
| D        | Witold Wawrzyczek | Energie Cottbus  |          |

| Cessioni | Cessioni         | Cessioni             | Cessioni |
| R.       | Nome             | da                   | Modalità |
| -------- | ---------------- | -------------------- | -------- |
| C        | Andreas Backmann | Borussia Neunkirchen |          |
| D        | Carsten Birk     | Greuther Fürth       |          |
| C        | Werner Heinzen   | Jahn Ratisbona       |          |
| D        | Marcel Rapp      | Pfullendorf          |          |
| C        | Teo Rus          | Waldhof Mannheim     |          |
| C        | Holger Seitz     | Darmstadt            |          |
| C        | Tobias Weis      | Wattenscheid 09      |          |

### Sessione invernale
| Acquisti | Acquisti           | Acquisti | Acquisti |
| R.       | Nome               | da       | Modalità |
| -------- | ------------------ | -------- | -------- |
| C        | Abderrahim Ouakili | Xanthī   |          |

| Cessioni | Cessioni | Cessioni | Cessioni |
| R.       | Nome     | da       | Modalità |
| -------- | -------- | -------- | -------- |

## Risultati

### 2. Bundesliga

#### Girone di andata
| Arbitro: | Keßler |

|  |           |           |
|  | Marcatori | 90’ Kioyo |

| Burghausen 18 agosto 2002, ore 15:00 CEST 2ª giornata | Wacker Burghausen | 0 – 0 referto | Karlsruhe | Wacker-Arena (5 900 spett.)\| Arbitro: \| Wagner \| |
| Arbitro:                                              | Wagner            |               |           |                                                     |

| Arbitro: | Weber |

|                           |           |  |
| Labak 24’ Braham 26’, 29’ | Marcatori |  |

| Arbitro: | Pickel |

|           |           |            |
| Çetin 41’ | Marcatori | 24’ Keidel |

| Arbitro: | Kemmling |

|                        |           |  |
| Grlić 67’ Ivanović 71’ | Marcatori |  |

| Arbitro: | Weiner |

|  |           |                    |
|  | Marcatori | 44’, 76’ Guié-Mien |

| Arbitro: | Frank |

|                     |           |                          |
| Bella 60’ Bamba 73’ | Marcatori | 26’ Çetin 83’ Rothenbach |

| Arbitro: | Stachowiak |

|              |           |                           |
| Labbadia 44’ | Marcatori | 81’ Weißhaupt 87’ Bärwolf |

| Arbitro: | Koop |

|                   |           |                       |
| Mazingu-Dinzey 7’ | Marcatori | 5’ Çetin 57’ Labbadia |

| Arbitro: | Perl |

|                                   |           |                         |
| Labbadia 18’ Çetin 66’ Trares 83’ | Marcatori | 60’ Baumgart 64’ Koilov |

| Arbitro: | Anklam |

|                                |           |                     |
| Voronin 52’ Haffner 61’ (aut.) | Marcatori | 70’ Saenko 82’ Graf |

| Arbitro: | Brych |

|           |           |            |
| Fritz 28’ | Marcatori | 63’ Zinnow |

| Arbitro: | Raquet |

|                                       |           |            |
| Luginger 35’ Beliakov 78’ Salifou 84’ | Marcatori | 18’ Saenko |

| Karlsruhe 24 novembre 2002, ore 15:00 CET 14ª giornata | Karlsruhe | 0 – 0 referto | Reutlingen | Wildparkstadion (10 500 spett.)\| Arbitro: \| Kinhöfer \| |
| Arbitro:                                               | Kinhöfer  |               |            |                                                           |

| Arbitro: | Rafati |

|           |           |                      |
| Meier 21’ | Marcatori | 20’ Saenko 57’ Çetin |

| Arbitro: | Fandel |

|           |           |                         |
| Fritz 15’ | Marcatori | 36’ (rig.) K'obiashvili |

| Fürth 13 dicembre 2002, ore 19:00 CET 17ª giornata | Greuther Fürth | 0 – 0 referto | Karlsruhe | Playmobil-Stadion (4 815 spett.)\| Arbitro: \| Frank \| |
| Arbitro:                                           | Frank          |               |           |                                                         |

#### Girone di ritorno
| Arbitro: | Albrecht |

|                                         |           |  |
| Cichon 24’ (rig.) Scherz 53’ Kringe 86’ | Marcatori |  |

| Arbitro: | Meyer |

|                        |           |          |
| Eggimann 7’ Saenko 80’ | Marcatori | 86’ Örüm |

| Arbitro: | Stachowiak |

|           |           |                  |
| Saenko 8’ | Marcatori | 86’ Benschneider |

| Arbitro: | Steinborn |

|                    |           |  |
| Voss 18’ Bönig 44’ | Marcatori |  |

| Arbitro: | Voss |

|              |           |                       |
| Labbadia 39’ | Marcatori | 46’ Rosin 59’ Mbwando |

| Arbitro: | Stark |

|                         |           |              |
| Diakité 16’ Beierle 45’ | Marcatori | 58’ Eggimann |

| Arbitro: | Marks |

|                   |           |                                             |
| Labbadia 20’, 45’ | Marcatori | 2’, 88’ (rig.) Bamba 81’ Bella 90’ Feinbier |

| Arbitro: | Schalk |

|                          |           |  |
| Türkmen 9’ Scharping 65’ | Marcatori |  |

| Arbitro: | Aust |

|           |           |  |
| Saenko 7’ | Marcatori |  |

| Berlino 6 aprile 2003, ore 15:00 CEST 27ª giornata | Union Berlino | 0 – 0 referto | Karlsruhe | Stadion An der Alten Försterei (7 211 spett.)\| Arbitro: \| Gagelmann \| |
| Arbitro:                                           | Gagelmann     |               |           |                                                                          |

| Karlsruhe 11 aprile 2003, ore 19:00 CEST 28ª giornata | Karlsruhe | 0 – 0 referto | Magonza | Wildparkstadion (10 500 spett.)\| Arbitro: \| Krug \| |
| Arbitro:                                              | Krug      |               |         |                                                       |

| Arbitro: | Scheppe |

|  |           |                         |
|  | Marcatori | 69’ Labbadia 90’ Melkam |

| Arbitro: | Keßler |

|                                    |           |           |
| Labbadia 86’ Engelhardt 93’ (rig.) | Marcatori | 17’ Catic |

| Arbitro: | Gräfe |

|  |           |                             |
|  | Marcatori | 31’, 44’ Labbadia 47’ Fuchs |

| Arbitro: | Trautmann |

|              |           |            |
| Eggimann 60’ | Marcatori | 45’ Gerber |

| Arbitro: | Albrecht |

|                                                    |           |              |
| Iashvili 13’ K'obiashvili 58’ (rig.) Coulibaly 72’ | Marcatori | 53’ Labbadia |

| Arbitro: | Fandel |

|                           |           |            |
| Labbadia 45’ Eggimann 58’ | Marcatori | 68’ Eigler |

### Coppa di Germania
| Arbitro: | Brych |

|                                             |           |             |
| Falk 35’ (rig.) Kagiouzis 100’, 120’ (rig.) | Marcatori | 2’ Labbadia |

## Statistiche

### Statistiche di squadra
| Competizione      | Punti | In casa | In casa | In casa | In casa | In casa | In casa | In trasferta | In trasferta | In trasferta | In trasferta | In trasferta | In trasferta | Totale | Totale | Totale | Totale | Totale | Totale | DR  |
| Competizione      | Punti | G       | V       | N       | P       | Gf      | Gs      | G            | V            | N            | P            | Gf           | Gs           | G      | V      | N      | P      | Gf     | Gs     | DR  |
| ----------------- | ----- | ------- | ------- | ------- | ------- | ------- | ------- | ------------ | ------------ | ------------ | ------------ | ------------ | ------------ | ------ | ------ | ------ | ------ | ------ | ------ | --- |
| 2. Bundesliga     | 39    | 17      | 5       | 7       | 5       | 19      | 21      | 17           | 4            | 5            | 8            | 16           | 26           | 34     | 9      | 12     | 13     | 35     | 47     | -12 |
| Coppa di Germania | -     | 0       | 0       | 0       | 0       | 0       | 0       | 1            | 0            | 0            | 1            | 1            | 3            | 1      | 0      | 0      | 1      | 1      | 3      | -2  |
| Totale            | 39    | 17      | 5       | 7       | 5       | 19      | 21      | 18           | 4            | 5            | 9            | 17           | 29           | 35     | 9      | 12     | 14     | 36     | 50     | -14 |

### Andamento in campionato
| Giornata  | 1  | 2  | 3  | 4  | 5  | 6  | 7  | 8  | 9  | 10 | 11 | 12 | 13 | 14 | 15 | 16 | 17 | 18 | 19 | 20 | 21 | 22 | 23 | 24 | 25 | 26 | 27 | 28 | 29 | 30 | 31 | 32 | 33 | 34 |
| --------- | -- | -- | -- | -- | -- | -- | -- | -- | -- | -- | -- | -- | -- | -- | -- | -- | -- | -- | -- | -- | -- | -- | -- | -- | -- | -- | -- | -- | -- | -- | -- | -- | -- | -- |
| Luogo     | C  | T  | T  | C  | T  | C  | T  | C  | T  | C  | T  | C  | T  | C  | T  | C  | T  | T  | C  | C  | T  | C  | T  | C  | T  | C  | T  | C  | T  | C  | T  | C  | T  | C  |
| Risultato | P  | N  | P  | N  | P  | P  | N  | P  | V  | V  | N  | N  | P  | N  | V  | N  | N  | P  | V  | N  | P  | P  | P  | P  | P  | V  | N  | N  | V  | V  | V  | N  | P  | V  |
| Posizione | 11 | 13 | 15 | 16 | 17 | 18 | 17 | 17 | 16 | 15 | 14 | 15 | 15 | 15 | 14 | 13 | 14 | 14 | 13 | 13 | 14 | 14 | 15 | 16 | 15 | 15 | 15 | 15 | 15 | 13 | 13 | 13 | 14 | 13 |

Legenda:

Luogo: C = Casa; T = Trasferta. Risultato: V = Vittoria; N = Pareggio; P = Sconfitta.

### Statistiche dei giocatori
| Giocatore     | 2. Bundesliga | 2. Bundesliga | 2. Bundesliga | 2. Bundesliga | Coppa di Germania | Coppa di Germania | Coppa di Germania | Coppa di Germania | Totale   | Totale | Totale      | Totale     |
| Giocatore     | Presenze      | Reti          | Ammonizioni   | Espulsioni    | Presenze          | Reti              | Ammonizioni       | Espulsioni        | Presenze | Reti   | Ammonizioni | Espulsioni |
| ------------- | ------------- | ------------- | ------------- | ------------- | ----------------- | ----------------- | ----------------- | ----------------- | -------- | ------ | ----------- | ---------- |
| C. Adam       | 3             | 0             | 0             | 0             | 0                 | 0                 | 0                 | 0                 | 3        | 0      | 0           | 0          |
| B. Becker     | 3             | 0             | 0             | 0             | 0                 | 0                 | 0                 | 0                 | 3        | 0      | 0           | 0          |
| J. Boehnke    | 0             | 0             | 0             | 0             | 0                 | 0                 | 0                 | 0                 | 0        | 0      | 0           | 0          |
| M. Eggimann   | 24            | 4             | 3             | 0             | 1                 | 0                 | 1                 | 0                 | 25       | 4      | 4           | 0          |
| M. Engelhardt | 26            | 1             | 10            | 0             | 1                 | 0                 | 0                 | 0                 | 27       | 1      | 10          | 0          |
| S. Ertl       | 0             | 0             | 0             | 0             | 0                 | 0                 | 0                 | 0                 | 0        | 0      | 0           | 0          |
| C. Espinosa   | 0             | 0             | 0             | 0             | 0                 | 0                 | 0                 | 0                 | 0        | 0      | 0           | 0          |
| M. Fischer    | 8             | 0             | 0             | 0             | 0                 | 0                 | 0                 | 0                 | 8        | 0      | 0           | 0          |
| C. Fritz      | 30            | 2             | 6             | 0             | 1                 | 0                 | 0                 | 0                 | 31       | 2      | 6           | 0          |
| D. Fuchs      | 24            | 1             | 2             | 0             | 0                 | 0                 | 0                 | 0                 | 24       | 1      | 2           | 0          |
| D. Graf       | 25            | 1             | 3             | 0             | 1                 | 0                 | 0                 | 0                 | 26       | 1      | 3           | 0          |
| M. Grimm      | 10            | 0             | 2             | 0             | 1                 | 0                 | 0                 | 0                 | 11       | 0      | 2           | 0          |
| C. Haffner    | 22            | 0             | 2             | 0             | 1                 | 0                 | 0                 | 0                 | 23       | 0      | 2           | 0          |
| C. Hassa      | 16            | 0             | 3             | 0             | 0                 | 0                 | 0                 | 0                 | 16       | 0      | 3           | 0          |
| M. Hoeft      | 4             | 0             | 0             | 0             | 1                 | 0                 | 0                 | 0                 | 5        | 0      | 0           | 0          |
| P. Ježek      | 11            | 0             | 0             | 0             | 0                 | 0                 | 0                 | 0                 | 11       | 0      | 0           | 0          |
| T. Kracht     | 29            | 0             | 5             | 1             | 0                 | 0                 | 0                 | 0                 | 29       | 0      | 5           | 1          |
| B. Labbadia   | 27            | 12            | 1             | 2             | 1                 | 1                 | 0                 | 0                 | 28       | 13     | 1           | 2          |
| N. Lamptey    | 0             | 0             | 0             | 0             | 0                 | 0                 | 0                 | 0                 | 0        | 0      | 0           | 0          |
| M. Löbich     | 0             | 0             | 0             | 0             | 0                 | 0                 | 0                 | 0                 | 0        | 0      | 0           | 0          |
| G. Melkam     | 24            | 1             | 11            | 0             | 1                 | 0                 | 0                 | 0                 | 25       | 1      | 11          | 0          |
| A. Ouakili    | 12            | 0             | 2             | 2             | 0                 | 0                 | 0                 | 0                 | 12       | 0      | 2           | 2          |
| C. Rothenbach | 27            | 1             | 3             | 0             | 1                 | 0                 | 0                 | 0                 | 28       | 1      | 3           | 0          |
| I. Saenko     | 29            | 6             | 3             | 0             | 1                 | 0                 | 1                 | 0                 | 30       | 6      | 4           | 0          |
| T. Sieverling | 0             | 0             | 0             | 0             | 0                 | 0                 | 0                 | 0                 | 0        | 0      | 0           | 0          |
| B. Trares     | 27            | 1             | 9             | 0             | 0                 | 0                 | 0                 | 0                 | 27       | 1      | 9           | 0          |
| T. Walter     | 20            | 0             | 1             | 0             | 1                 | 0                 | 0                 | 0                 | 21       | 0      | 1           | 0          |
| T. Waterink   | 29            | 0             | 9             | 0             | 1                 | 0                 | 0                 | 0                 | 30       | 0      | 9           | 0          |
| W. Wawrzyczek | 12            | 0             | 1             | 0             | 0                 | 0                 | 0                 | 0                 | 12       | 0      | 1           | 0          |
| A. Çetin      | 25            | 5             | 2             | 0             | 1                 | 0                 | 1                 | 0                 | 26       | 5      | 3           | 0          |